# Nißmitz

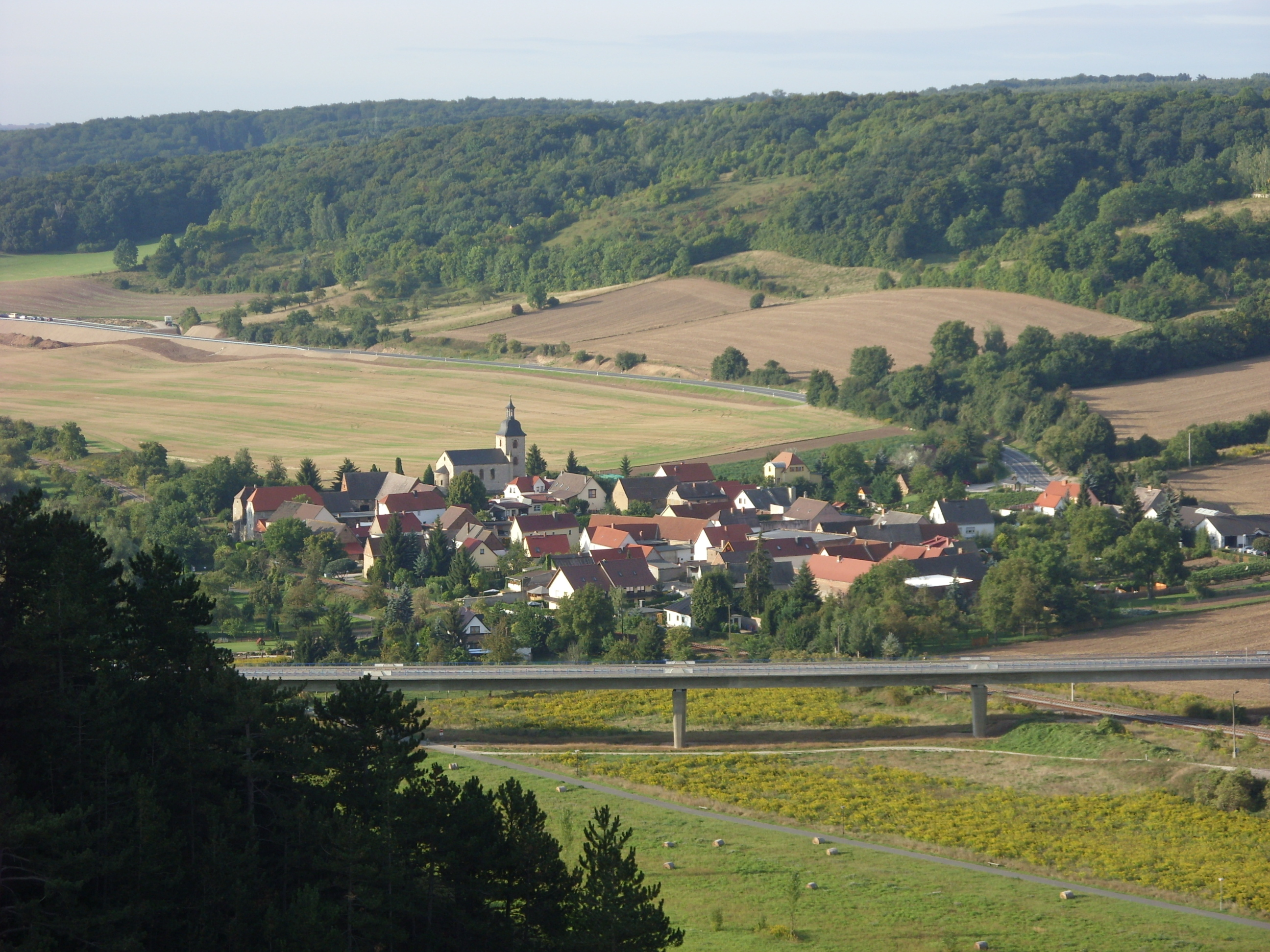
Blick auf Nißmitz von Schloss Neuenburg aus

Nißmitz ist ein Ortsteil von Freyburg (Unstrut) im Burgenlandkreis im südlichen Sachsen-Anhalt.

## Geschichte

Nißmitz auf einer Karte von Freyburg und Umgegend (Ausschnitt, 1815)

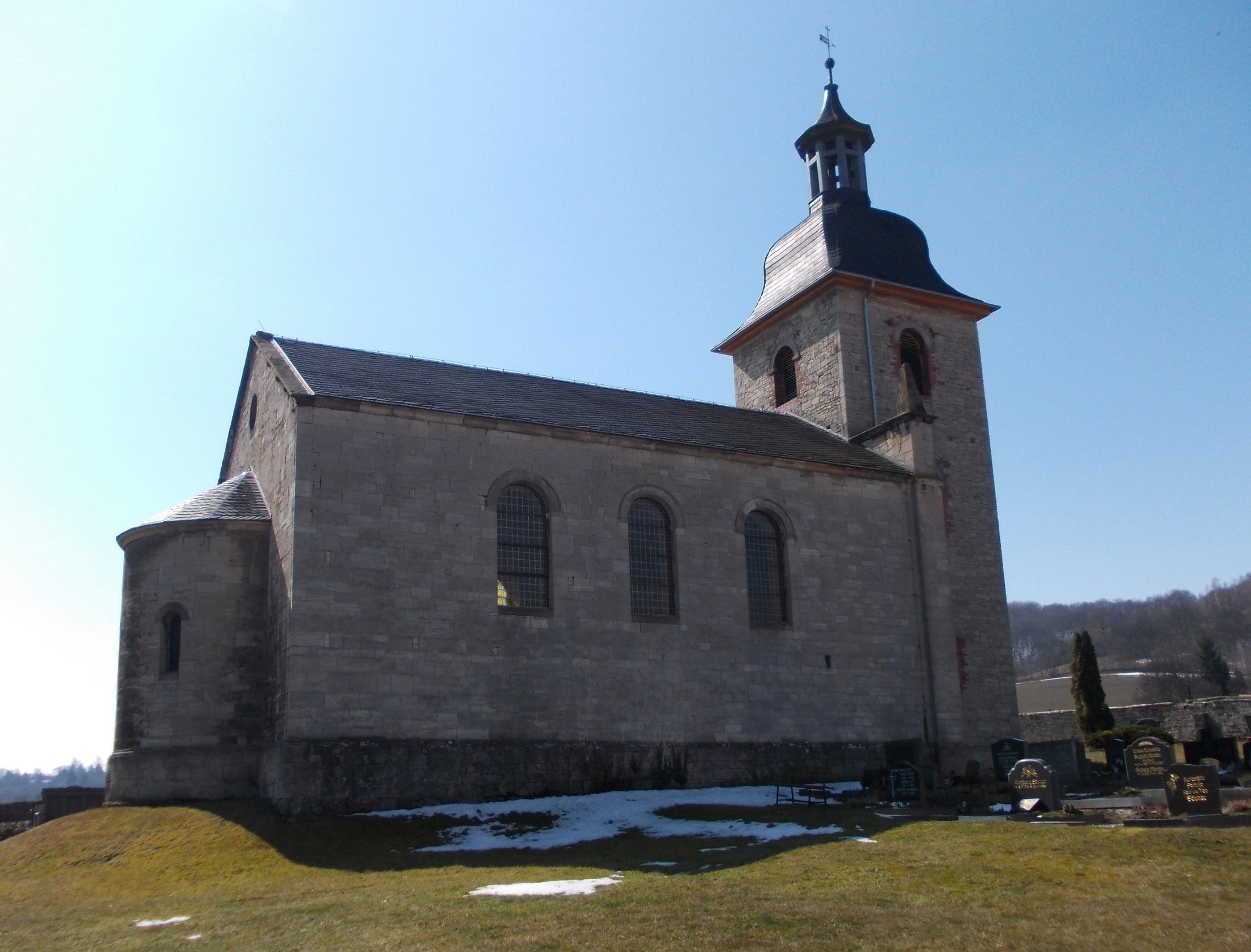
Kirche

Der Ort wurde zuerst als Burglehen der Neuenburg erwähnt, 1160 Nizuuazil, 1248 Nizwatsil. Hier hatten die "von Nißmitz" (Nismitz, Nissmitz), ein uraltes Adelsgeschlecht in Thüringen, ihren Stammsitz. 1458 tauschten die Herren von Nißmitz mit Herzog Wilhelm III. von Sachsen ihren Besitz in Nißmitz gegen Schloss und Stadt Nebra.
Der Ort gehörte in der Folgezeit bis 1815 zum wettinischen, später kursächsischen Amt Freyburg. Durch die Beschlüsse des Wiener Kongresses kam er zu Preußen und wurde 1816 dem Kreis Querfurt im Regierungsbezirk Merseburg der Provinz Sachsen zugeteilt, zu dem er bis 1944 gehörte.
1927 hatte Nißmitz 165 Einwohner.
Seit dem 1. Januar 1957 ist Nißmitz ein Stadtteil von Freyburg.

## Denkmäler
- Die heutige Kirche ist ein neuromanischer Bau von 1845. Ihr Westturm ist älteren Ursprungs. An der Außenseite der östlichen Apsis befindet sich ein Schriftstein vom spätgotischen Vorgängerbau.
- Kriegerdenkmal

## Persönlichkeiten
- Georg von Nißmitz (1575–1654), kursächsischer Hofmeister und Verwaltungsbeamter